# Beles Adam
Beles Adam (* 1944 in München) ist eine deutsche Schauspielerin und Theaterleiterin.

## Leben
Beles Adam ist neben ihrer Tätigkeit als Schauspielerin auch als Theaterregisseurin tätig. 
Im Jahr 1968 lernte sie im Engagement an den Münchener Kammerspielen ihren späteren Mann Gunnar Petersen kennen. Zusammen gründeten und leiteten sie von 1974 bis 1989 das Schwabinger Studiotheater im Fuchsbau in München und von 1991 bis 2022 als Sommertheater die Theaterspiele im Innenhof der Glyptothek. Das Theaterpaar war in der Glyptothek, wenn es nicht inszenierte, auch schauspielerisch tätig, so etwa gemeinsam 2017 in William Shakespeares Julius Cäsar in einer Inszenierung von Paul Stebbings. Beles Adam übernahm den Part von Julius Cäsars dritter Ehefrau Calpurnia, während Gunnar Petersen den römischen Diktator verkörperte. Während einer zweijährigen Schließzeit der Glyptothek aus Sanierungsgründen fanden die Theaterspiele in den Jahren 2019 bis 2021 ersatzweise in der Antikensammlung statt.
Mit ihrem Mann lebt Beles Adam seit vielen Jahren in München und zuletzt auch auf Kreta.

## Theater (Auswahl)
- 2015: König Ödipus von Sophokles, Regie: Ioan C. Toma, Glyptothek München (Schauspiel, Rolle: Iokaste)[8]
- 2015: Die Oppelts haben ihr Haus verkauft von David Gieselbach, Regie: Judith von Radetzky, TamS, München (Schauspiel, Rolle: Laura Ambrosia)[9]
- 2017: Julius Cäsar von William Shakespeare, Regie: Paul Stebbings, Glyptothek München (Schauspiel, Rolle: Calpurnia)
- 2022: Odysseus und Penelope, Romanadaption nach Inge Merkel, Glyptothek München (Regie)

## Filmografie
- 1962: Unternehmen Kummerkast
- 1962: Herr und Hund
- 1962: Hauptgewinn: 6
- 1963–1964: Bei uns zu Haus
- 1964: Kommissar Freytag
- 1965: Alarm in den Bergen
- 1965: Alle machen Musik
- 1966: Guten Abend, Mrs Sunshine
- 1967: Bäume sterben aufrecht
- 1968: Der Tod des Handlungsreisenden
- 1969: Die Kleinbürgerhochzeit
- 1971: Graf Luckner
- 1973: Fußballtrainer Wulff
- 1973: Macbett
- 1973: Der Mensch Adam Deigl und die Obrigkeit
- 1974: Tatort: 3:0 für Veigl
- 1982: Die weiße Rose
- 1975, 1986: Wie würden Sie entscheiden?
- 1991: Wildfeuer
- 1991: Löwengrube
- 1993: Der rote Vogel
- 1995: Weihnachten mit Willy Wuff – Eine Mama für Lieschen
- 1995: Neuschwanstein sehen und sterben
- 2002: Utta Danella: Die Hochzeit auf dem Lande
- 2007, 2009: SOKO München
- 2009: Hinter Kaifeck
- 2012: Das Wunder von Merching
- 2014: Lola auf der Erbse
- 2010, 2014: Die Rosenheim-Cops
- 2011–2015: Hubert ohne Staller:
  - 2011: Kleine Fische, große Fische
  - 2012: Ein Ton zu wenig
  - 2015: Das Haus am Moor

## Hörspiele (Auswahl)
- 1979: Martin Sperr: Bayerische Szene: Adele Spitzeder – Regie: Wolf Euba (Hörspiel – BR)
- 1983: Martha Meuffels: Familie Loibl (29. Folge: Es gibt nix, wos net gibt) (Elke) – Regie: Michael Peter (Original-Hörspiel – BR)

Quelle: ARD-Hörspieldatenbank